# Onda de frio no Sul e Sudeste do Brasil em 2013

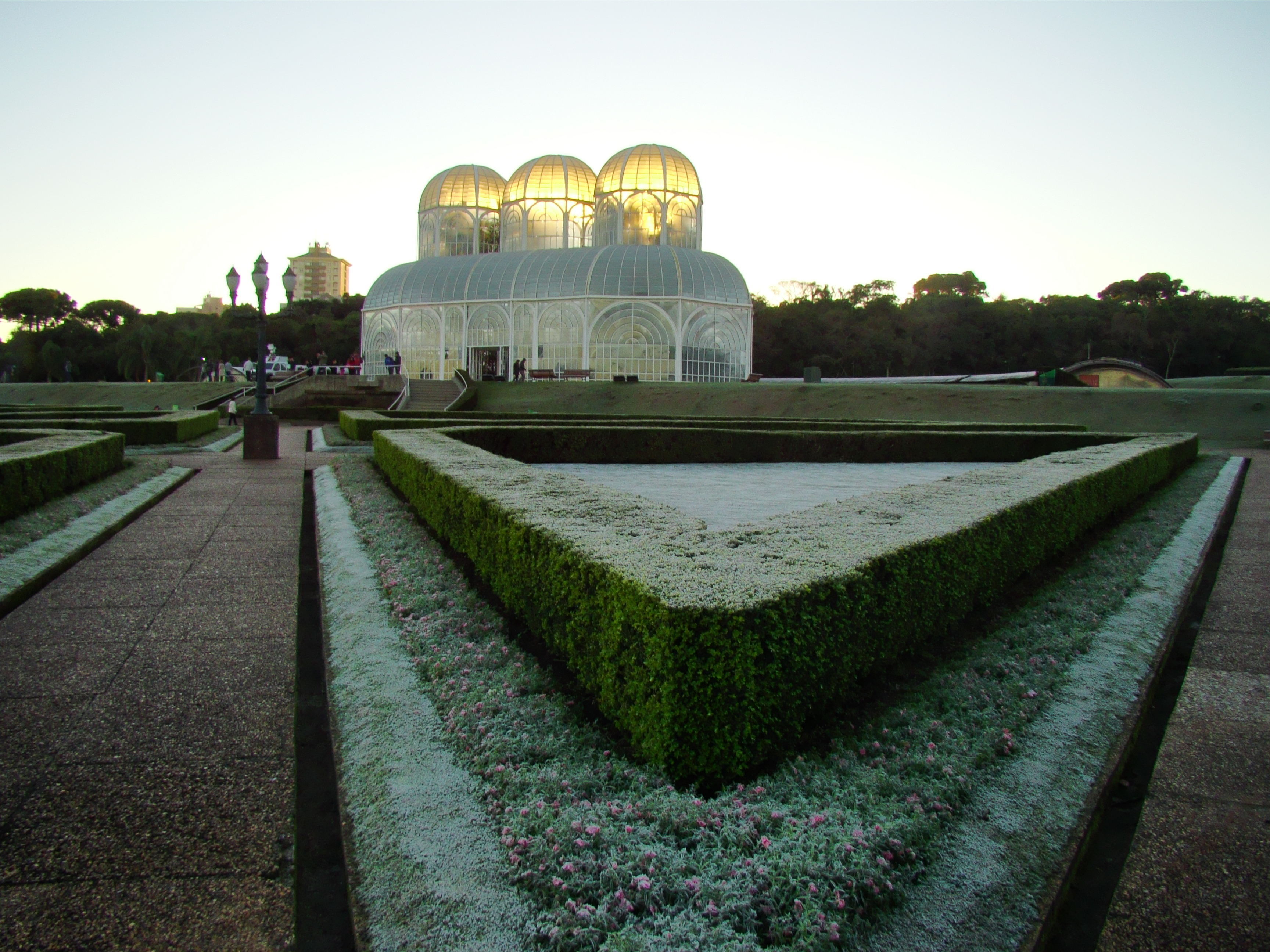
Geada no Jardim Botânico de Curitiba em 24 de julho de 2013, um dia após ocorrer uma nevada na cidade.

A onda de frio no Sul e Sudeste do Brasil foi uma das ondas de frio mais fortes que ocorreu nos últimos 13 anos. O fenômeno ocorreu entre os dias 21 a 26 de Julho de 2013. Uma grande massa de ar polar veio da Antártica para o norte da Argentina e atingiu o país. O ar frio juntou-se com um ciclone extratropical que se originou no Atlântico Sul e foi esse grande ciclone que impulsionou grande umidade marítima para o país e provocou temperaturas extremamente baixas e trouxe como consequência geadas e neve em quase toda a região Sul e Sudeste.

## Estado a estado

### São Paulo
Estima-se que 7 pessoas, todos moradores de rua, morreram com o frio intenso que atingiu o estado de São Paulo durante esse período. No dia 24 de julho de 2013 a temperatura mais baixa registrada chegou a 5,2 °C na capital paulista. Nesse mesmo dia a sensação térmica chegou a -1 °C na Avenida Paulista. Esse índice é menor para São Paulo desde 21 de julho de 2000, quando foram registrados 4,1 °C. No dia em questão a temperatura máxima foi de apenas 8,7 °C na estação do Mirante de Santana, estabelecendo um novo recorde em 52 anos (quando o Inmet começou a fazer medições de temperaturas). O recorde anterior era de 10,2 °C, em julho de 1988. Houve formação de geadas nas regiões de Assis, Ourinhos e Avaré. A geada atinge áreas produtoras de café, laranja, cana-de-açúcar e pastagens e houve relatos de neve em 6 cidades: Guapiara, Apiaí, Buri, Capão Bonito, Ribeirão Grande e Ribeirão Branco.

### Mato Grosso do Sul
A temperatura mínima foi registrada em Ponta Porã com -1 °C. Ocorreram geadas na cidade e no sul do estado. Pela primeira vez desde 1975, o estado registrou neve. Nevou fraco e por poucos minutos em Paranhos, no sul do estado.

### Paraná
Houve neve intensa em pelo menos 14 cidades paranaenses, com destaque para a cidade de Guarapuava, onde nevou intensamente por três horas seguidas. Nevou na capital Curitiba, onde não ocorria o fenômeno desde 17 de julho de 1975. Naquele dia, nevou por mais de 3 horas na cidade. Flocos de neve e chuva congelada foram vistos em vários bairros da capital paranaense, além de cidades como Araucária, Campo Largo, Lapa e São José dos Pinhais, incluindo o Aeroporto Internacional Afonso Pena. Também houve registro de chuva congelada em cidades do norte paranaense como Apucarana e Maringá.

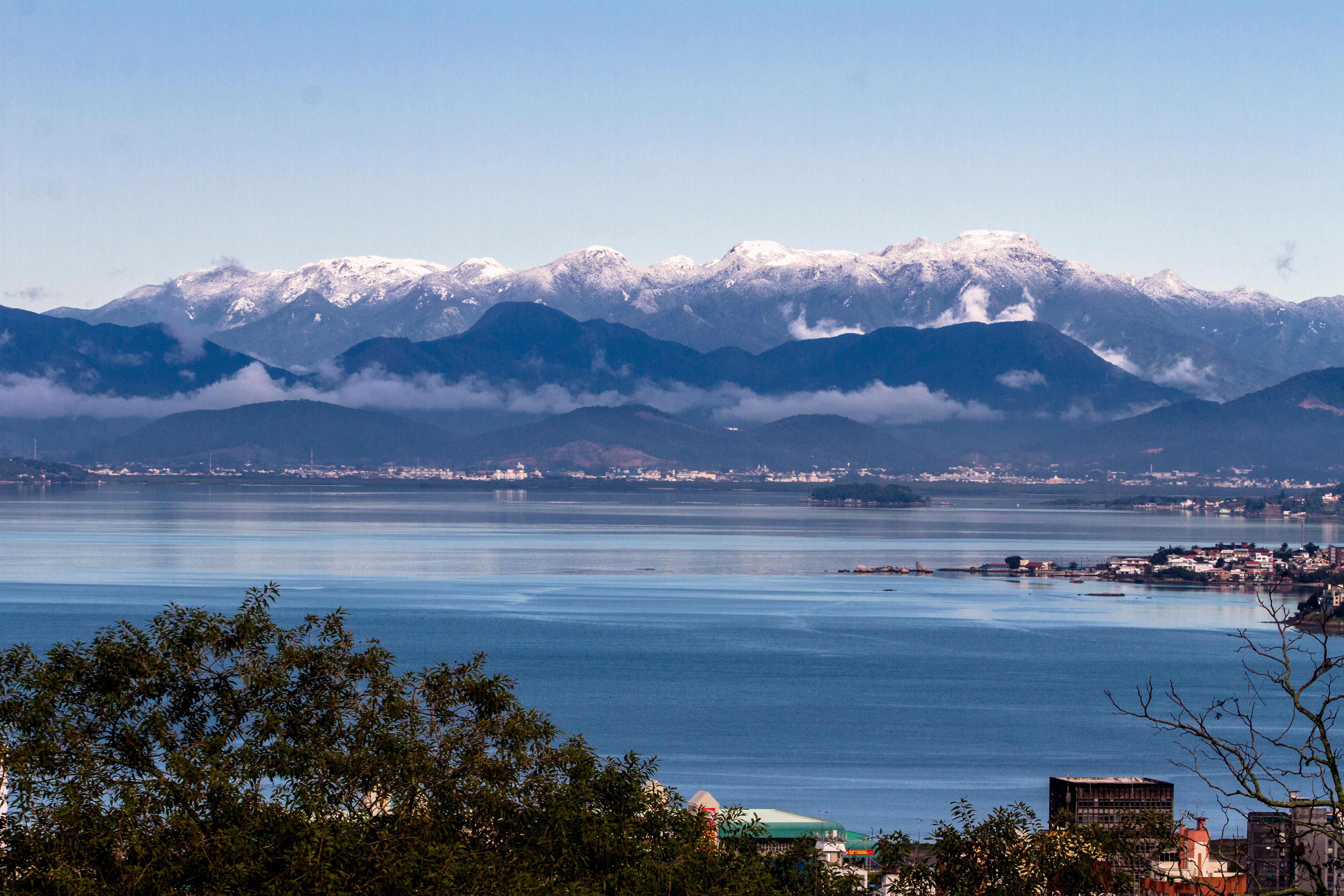
Neve na Serra do Tabuleiro vista de Florianópolis.

### Santa Catarina
Cerca de 67 cidades tiveram temperaturas extremamente baixas e muita neve. Foram registradas nevadas na Serra do Tabuleiro, com destaque para o Morro do Cambirela, em Palhoça, na Grande Florianópolis. É a primeira ocorrência do tipo em 29 anos, vista também em outras cidades da região metropolitana, como Alfredo Wagner, Angelina e Rancho Queimado, e várias partes do estado. A menor temperatura havia sido em Bom Jardim da Serra, na região serrana, com -7 °C. Em São Joaquim, na mesma região, fez -4 °C, o que deixou árvores congeladas. Além disso, a neve e o frio extremo provocaram o cancelamento de aulas em São Joaquim. Um morador de rua chegou a morrer em Biguaçu, em decorrência do frio. A cidade de São José entrou em situação de emergência. No dia 23 de julho de 2013, houve sensação térmica de -25 °C no Morro da Igreja com ventos de 40 km/h.

### Rio Grande do Sul
Cidades do interior gaúcho também registraram temperaturas baixas e neve e 13 cidades registraram temperaturas abaixo de 0. No estado, nevou em Caçapava do Sul, Júlio de Castilhos, Santiago, Cambará do Sul, Bom Jesus, Lagoa Vermelha, São José dos Ausentes, Caxias do Sul, Canela e Gramado. A menor temperatura entre os municípios gaúchos foi observada em São José dos Ausentes, com -3,4 °C.

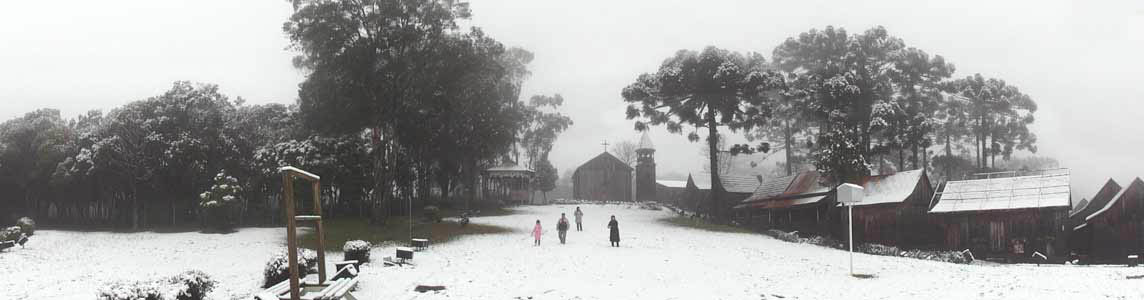
Neve em Caxias do Sul, 27 de agosto de 2013. Parque de exposições da Festa da Uva, com a réplica de Caxias antiga.

## Interdição de rodovias e aulas canceladas
A neve no Sul do país também chegou a interditar rodovias federais: BR-116, BR-280 e  BR-282.E estaduais: SC-350, SC-390 e SC-280 em Santa Catarina, por causa do acúmulo de gelo na pista. Aulas foram canceladas em diversos municípios do estado. 

## Consequências
Na região Sul o frio intenso provocou danos severos principalmente em pastagens, além de trazer prejuízos para o trigo precoce no Paraná e outras culturas como aveia e cevada. O frio aliado a umidade prejudicou também a plantação de milho no Paraná e Mato Grosso do Sul. Diversas pessoas morreram devido ao frio intenso, muitos deles moradores de rua.

## Influência da intensidade
Normalmente, as ondas de frio passam pelo oceano antes de atingirem continentes. Contudo, a força das áreas de alta pressão, localizadas no Oceano Pacífico, e as de baixa pressão, localizadas no Oceano Atlântico, foram suficientes para impedir que isso acontecesse. Com isto, a onda de frio foi da Antártida direto para o continente. Quando isso acontece, forma-se uma onda de frio de fortíssima intensidade.